# Lista över fåglar i Sverige

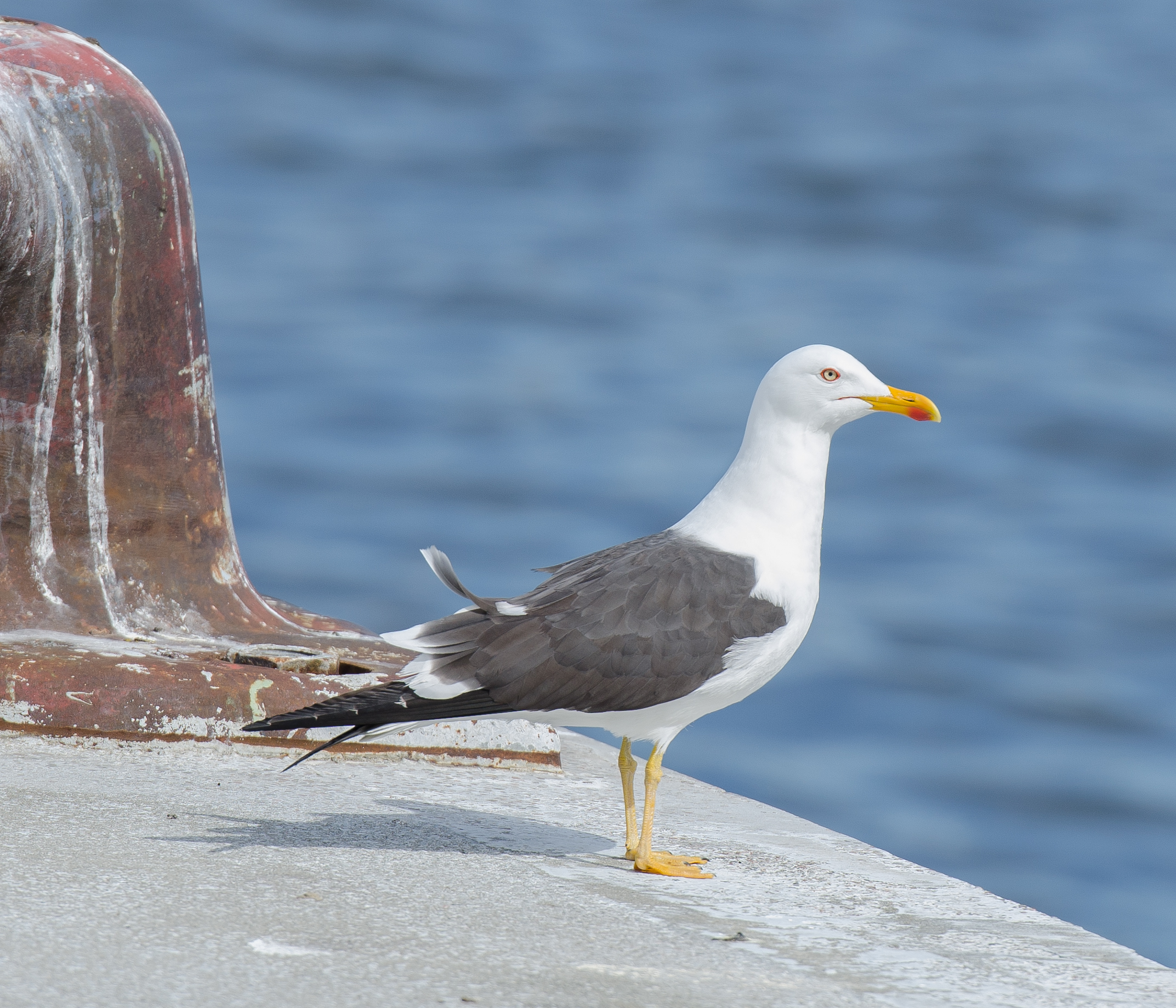
Silltrut vid Saltsjön i Nacka kommun.

Lista i systematisk ordning över de vanligast förekommande fåglarna i Sverige, vilket är en förteckning över alla:
- arter som regelbundet häckar i Sverige (H)
- arter vars status som regelbunden häckningsfågel är osäker (h)
- flyttfåglar som regelbundet uppträder i Sverige (F)
- tillfälliga gäster som anträffats i mer än 100 exemplar (T)

För alla observerade fågelarter i Sverige, inklusive rariteter, se Lista över fågelarter observerade i Sverige (taxonomisk)

## Änder(Anatidae)
- (H) Knölsvan (Cygnus olor)
- (F) Mindre sångsvan (Cygnus columbianus)
- (H) Sångsvan (Cygnus cygnus)
- (F) Prutgås (Branta bernicla)
- (T) Rödhalsad gås (Branta ruficollis)
- (H) Kanadagås (Branta canadensis)
- (H) Vitkindad gås (Branta leucopsis)
- (T) Stripgås (Anser indicus)
- (H) Grågås (Anser anser)
- (h) Fjällgås (Anser erythropus)
- (F) Bläsgås (Anser albifrons)
- (h) Tundragås (Anser serrirostris)
- (F) Spetsbergsgås (Anser brachyrhynchus)
- (H) Skogsgås (Anser fabalis)
- (H) Mandarinand (Aix galericulata)
- (T) Nilgås (Alopochen aegyptiaca)
- (H) Gravand (Tadorna tadorna)
- (T) Rostand (Tadorna ferruginea)
- (H) Alfågel (Clangula hyemalis)
- (T) Alförrädare (Polysticta stelleri)
- (T) Praktejder (Somateria spectabilis)
- (H) Ejder (Somateria mollissima)
- (H) Sjöorre (Melanitta nigra)
- (T) Vitnackad svärta (Melanitta perspecillata)
- (H) Svärta (Melanitta fusca)
- (H) Knipa (Bucephala clangula)
- (H) Salskrake (Mergellus albellus)
- (H) Småskrake (Mergus serrator)
- (H) Storskrake (Mergus merganser)
- (H) Årta (Spatula querquedula)
- (H) Skedand (Spatula clypeata)
- (H) Snatterand (Mareca strepera)
- (H) Bläsand (Mareca penelope)
- (H) Gräsand (Anas platyrhynchos)
- (H) Stjärtand (Anas acuta)
- (H) Kricka (Anas crecca)
- (T) Rödhuvad dykand (Netta rufina)
- (H) Brunand (Aythya ferina)
- (H) Vigg (Aythya fuligula)
- (H) Bergand (Aythya marila)

## Fasanfåglar(Phasianidae)
- (H) Järpe (Tetrastes bonasia)
- (H) Fjällripa (Lagopus muta)
- (H) Dalripa (Lagopus lagopus)
- (H) Tjäder (Tetrao urogallus)
- (H) Orre (Lyrurus tetrix)
- (H) Rapphöna (Perdix perdix)
- (H) Fasan (Phasianus colchicus)
- (H) Vaktel (Coturnix coturnix)

## Gökar(Cuculidae)
- (H) Gök (Cuculus canorus)

## Duvor(Columbidae)
- (T) Turturduva (Streptopelia turtur)
- (H) Turkduva (Streptopelia decaocto)
- (H) Ringduva (Columba palumbus)
- (H) Tamduva (Columba livia)
- (H) Skogsduva (Columba oenas)

## Rallar(Rallidae)
- (H) Vattenrall (Rallus aquaticus)
- (H) Kornknarr (Crex crex)
- (H) Småfläckig sumphöna (Porzana porzana)
- (H) Rörhöna (Gallinula chloropus)
- (H) Sothöna (Fulica atra)
- (T) Mindre sumphöna (Zapornia parva)

## Tranor(Gruidae)
- (H) Trana (Grus grus)

## Doppingar(Podicipedidae)
- (H) Smådopping (Tachybaptus ruficollis)
- (H) Svarthakedopping (Podiceps auritus)
- (H) Gråhakedopping (Podiceps grisegena)
- (H) Skäggdopping (Podiceps cristatus)
- (H) Svarthalsad dopping (Podiceps nigricollis)

## Skärfläckor(Recurvirostridae)
- (H) Skärfläcka (Recurvirostra avosetta)

## Strandskator(Haematopodidae)
- (H) Strandskata (Haematopus ostralegus)

## Pipare(Charadriidae)
- (F) Kustpipare (Pluvialis squatarola)
- (H) Ljungpipare (Pluvialis apricaria)
- (H) Fjällpipare (Eudromias morinellus)
- (H) Större strandpipare (Charadrius hiaticula)
- (H) Mindre strandpipare (Thinornis dubius)
- (H) Tofsvipa (Vanellus vanellus)
- (T) Svartbent strandpipare (Anarhynchus alexandrinus)

## Snäppor(Scolopacidae)
- (H) Småspov (Numenius phaeopus)
- (H) Storspov (Numenius arquata)
- (H) Myrspov (Limosa lapponica)
- (H) Rödspov (Limosa limosa)
- (H) Dvärgbeckasin (Lymnocryptes minimus)
- (H) Morkulla (Scolopax rusticola)
- (H) Dubbelbeckasin (Gallinago media)
- (H) Enkelbeckasin (Gallinago gallinago)
- (T) Tereksnäppa (Xenus cinereus)
- (H) Drillsnäppa (Actitis hypoleucos)
- (T) Brednäbbad simsnäppa (Phalaropus fulicarius)
- (H) Smalnäbbad simsnäppa (Phalaropus lobatus)
- (H) Skogssnäppa (Tringa ochropus)
- (T) Dammsnäppa	(Tringa stagnatilis)
- (H) Grönbena (Tringa glareola)
- (H) Rödbena (Tringa totanus)
- (H) Svartsnäppa (Tringa erythropus)
- (H) Gluttsnäppa (Tringa nebularia)
- (H) Roskarl (Arenaria interpres)
- (F) Kustsnäppa (Calidris canutus)
- (H) Brushane (Calidris pugnax)
- (H) Myrsnäppa (Calidris falcinellus)
- (F) Spovsnäppa (Calidris ferruginea)
- (H) Mosnäppa (Calidris temminckii)
- (F) Sandlöpare (Calidris alba)
- (H) Kärrsnäppa (Calidris alpina)
- (H) Skärsnäppa (Calidris maritima)
- (T) Tuvsnäppa (Calidris melanotos)
- (F) Småsnäppa (Calidris minuta)

## Labbar(Stercorariidae)
- (H) Kustlabb (Stercorarius parasiticus)
- (H) Fjällabb (Stercorarius longicaudus)
- (T) Bredstjärtad labb (Stercorarius pomarinus)
- (T) Storlabb (Stercorarius skua)

## Alkor(Alcidae)
- (T) Lunnefågel (Fratercula arctica)
- (H) Tobisgrissla (Cepphus grylle)
- (H) Tordmule (Alca torda)
- (F) Alkekung (Alle alle)
- (H) Sillgrissla (Uria aalge)

## Måsfåglar(Laridae)
- (H) Småtärna (Sternula albifrons)
- (H) Skräntärna (Hydroprogne caspia)
- (T) Sandtärna (Gelochelidon nilotica)
- (T) Vitvingad tärna (Chlidonias leucopterus)
- (H) Svarttärna (Chlidonias niger)
- (H) Kentsk tärna (Thalasseus sandvicensis)
- (H) Silvertärna (Sterna paradisaea)
- (H) Fisktärna (Sterna hirundo)
- (H) Dvärgmås (Hydrocoloeus minutus)
- (T) Tärnmås (Xema sabini)
- (H) Tretåig mås (Rissa tridactyla)
- (H) Skrattmås (Chroicocephalus ridibundus)
- (H) Svarthuvad mås (Ichthyaetus melanocephalus)
- (H) Fiskmås (Larus canus)
- (T) Kaspisk trut (Larus cachinnans)
- (H) Gråtrut (Larus argentatus)
- (T) Medelhavstrut (Larus michahellis)
- (H) Havstrut (Larus marinus)
- (T) Vittrut (Larus hyperboreus)
- (H) Silltrut (Larus fuscus)
- (T) Vitvingad trut (Larus glaucoides)

## Lommar(Gaviidae)
- (H) Smålom (Gavia stellata)
- (T) Svartnäbbad islom (Gavia immer)
- (T) Vitnäbbad islom (Gavia adamsii)
- (H) Storlom (Gavia arctica)

## Nordstormsvalor(Hydrobatidae)
- (T) Stormsvala (Hydrobates pelagicus)
- (T) Klykstjärtad stormsvala (Hydrobates leucorhous)

## Liror(Procellariidae)
- (F) Stormfågel (Fulmarus glacialis)
- (T) Grålira (Ardenna grisea)
- (T) Mindre lira (Puffinus puffinus)

## Storkar(Ciconiidae)
- (h) Svart stork (Ciconia nigra)
- (h) Vit stork (Ciconia ciconia)

## Sulor(Sulidae)
- (T) Havssula (Morus bassanus)

## Skarvar(Phalacrocoracidae)
- (H) Toppskarv (Gulosus aristotelis)
- (H) Storskarv (Phalacrocorax carbo)

## Ibisar(Threskiornithidae)
- (T) Skedstork (Platalea leucorodia)

## Hägrar(Ardeidae)
- (H) Rördrom (Botaurus stellaris)
- (H) Ägretthäger (Ardea alba)
- (H) Gråhäger (Ardea cinerea)

## Nattskärror(Caprimulgidae)
- (H) Nattskärra (Caprimulgus europaeus)

## Seglare(Apodidae)
- (H) Tornseglare (Apus apus)

## Tornugglor(Tytonidae)
- (h) Tornuggla (Tyto alba)

## Ugglor(Strigidae)
- (H) Pärluggla (Aegolius funereus)
- (H) Hökuggla (Surnia ulula)
- (H) Sparvuggla	(Glaucidium passerinum)
- (H) Jorduggla (Asio flammeus)
- (H) Hornuggla (Asio otus)
- (h) Fjälluggla (Bubo scandiacus)
- (H) Berguv (Bubo bubo)
- (H) Kattuggla (Strix aluco)
- (H) Slaguggla (Strix uralensis)
- (H) Lappuggla (Strix nebulosa)

## Fiskgjusar(Pandionidae)
- (H) Fiskgjuse (Pandion haliaetus)

## Hökartade rovfåglar(Accipitridae)
- (H) Bivråk (Pernis apivorus)
- (T) Större skrikörn (Clanga clanga)
- (T) Mindre skrikörn (Clanga pomarina)
- (H) Kungsörn (Aquila chrysaetos)
- (H) Sparvhök (Accipiter nisus)
- (H) Duvhök (Astur gentilis)
- (T) Stäpphök (Circus macrourus)
- (H) Blå kärrhök (Circus cyaneus)
- (H) Ängshök (Circus pygargus)
- (H) Brun kärrhök (Circus aeruginosus)
- (H) Röd glada (Milvus milvus)
- (H) Brun glada (Milvus migrans)
- (H) Havsörn (Haliaeetus albicilla)
- (H) Fjällvråk (Buteo lagopus)
- (H) Ormvråk (Buteo buteo)

## Härfåglar(Upupidae)
- (T) Härfågel (Upupa epops)

## Blåkråka(Coraciidae)
- (T) Blåkråka (Coracias garrulus)

## Biätare(Meropidae)
- (h) Biätare (Merops apiaster)

## Kungsfiskare(Alcedinidae)
- (H) Kungsfiskare (Alcedo atthis)

## Hackspettar(Picidae)
- (H) Göktyta (Jynx torquilla)
- (H) Gråspett (Picus canus)
- (H) Gröngöling (Picus viridis)
- (H) Spillkråka (Dryocopus martius)
- (H) Tretåig hackspett (Picoides tridactylus)
- (H) Vitryggig hackspett (Dendrocopos leucotos)
- (H) Större hackspett (Dendrocopos major)
- (H) Mindre hackspett (Dryobates minor)

## Falkar(Falconidae)
- (H) Tornfalk (Falco tinnunculus)
- (T) Aftonfalk (Falco vespertinus)
- (H) Stenfalk (Falco columbarius)
- (H) Lärkfalk (Falco subbuteo)
- (H) Pilgrimsfalk (Falco peregrinus)
- (H) Jaktfalk (Falco rusticolus)

## Gyllingar(Oriolidae)
- (H) Sommargylling (Oriolus oriolus)

## Törnskator(Laniidae)
- (H) Varfågel (Lanius excubitor)
- (T) Rödhuvad törnskata (Lanius senator)
- (T) Svartpannad törnskata (Lanius minor)
- (H) Törnskata (Lanius collurio)

## Kråkfåglar(Corvidae)
- (H) Lavskrika (Perisoreus infaustus)
- (H) Nötskrika (Garrulus glandarius)
- (H) Skata (Pica pica)
- (H) Nötkråka (Nucifraga caryocatactes)
- (H) Kaja (Coloeus monedula)
- (H) Råka (Corvus frugilegus)
- (H) Korp (Corvus corax)
- (H) Kråka (Corvus corone)

## Pungmesar(Remizidae)
- (H) Pungmes (Remiz pendulinus)

## Mesar(Paridae)
- (H) Blåmes (Cyanistes caeruleus)
- (H) Talgoxe (Parus major)
- (H) Svartmes (Periparus ater)
- (H) Tofsmes (Lophophanes cristatus)
- (H) Entita (Poecile palustris)
- (H) Talltita (Poecile montanus)
- (H) Lappmes (Poecile cinctus)

## Skäggmesar(Panuridae)
- (H) Skäggmes (Panurus biarmicus)

## Lärkor(Alaudidae)
- (H) Trädlärka (Lullula arborea)
- (H) Sånglärka (Alauda arvensis)
- (T) Tofslärka (Galerida cristata)
- (H) Berglärka (Eremophila alpestris)
- (T) Korttålärka (Calandrella brachydactyla)

## Svalor(Hirundinidae)
- (H) Backsvala (Riparia riparia)
- (H) Ladusvala (Hirundo rustica)
- (H) Hussvala (Delichon urbicum)
- (T) Rostgumpsvala (Cecropis rufula)

## Rörsångare(Acrocephalidae)
- (H) Härmsångare (Hippolais icterina)
- (H) Sävsångare (Acrocephalus schoenobaenus)
- (H) Busksångare (Acrocephalus dumetorum)
- (H) Kärrsångare (Acrocephalus palustris)
- (H) Rörsångare (Acrocephalus scirpaceus)
- (H) Trastsångare (Acrocephalus arundinaceus)

## Gräsfåglar(Locustellidae)
- (H) Flodsångare (Locustella fluviatilis)
- (H) Vassångare (Locustella luscinioides)
- (H) Gräshoppsångare (Locustella naevia)

## Stjärtmesar(Aegithalidae)
- (H) Stjärtmes (Aegithalos caudatus)

## Lövsångare(Phylloscopidae)
- (H) Grönsångare (Phylloscopus sibilatrix)
- (T) Tajgasångare (Phylloscopus inornatus)
- (T) Bergtajgasångare (Phylloscopus humei)
- (T) Kungsfågelsångare (Phylloscopus proregulus)
- (T) Videsångare (Phylloscopus schwarzi)
- (T) Brunsångare (Phylloscopus fuscatus)
- (H) Lövsångare (Phylloscopus trochilus)
- (H) Gransångare (Phylloscopus collybita)
- (H) Lundsångare (Phylloscopus trochiloides)
- (H) Nordsångare (Phylloscopus borealis)

## Sylvior(Sylviidae)
- (H) Trädgårdssångare (Sylvia borin)
- (H) Svarthätta	(Sylvia atricapilla)
- (H) Höksångare (Curruca nisoria)
- (H) Ärtsångare	(Curruca curruca)
- (H) Törnsångare (Curruca communis)

## Sidensvansar(Bombycillidae)
- (H) Sidensvans (Bombycilla garrulus)

## Kungsfåglar(Regulidae)
- (H) Brandkronad kungsfågel (Regulus ignicapilla)
- (H) Kungsfågel (Regulus regulus)

## Nötväckor(Sittidae)
- (H) Nötväcka (Sitta europaea)

## Trädkrypare(Certhiidae)
- (H) Trädkrypare (Certhia familiaris)
- (H) Trädgårdsträdkrypare (Certhia brachydactyla)

## Gärdsmygar(Troglodytidae)
- (H) Gärdsmyg (Troglodytes troglodytes)

## Strömstarar(Cinclidae)
- (H) Strömstare (Cinclus cinclus)

## Starar(Sturnidae)
- (H) Stare (Sturnus vulgaris)
- (T) Rosenstare (Pastor roseus)

## Trastar(Turdidae)
- (H) Dubbeltrast (Turdus viscivorus)
- (H) Taltrast (Turdus philomelos)
- (H) Rödvingetrast (Turdus iliacus)
- (H) Koltrast (Turdus merula)
- (H) Ringtrast (Turdus torquatus)
- (H) Björktrast (Turdus pilaris)

## Flugsnappare(Muscicapidae)
- (H) Grå flugsnappare (Muscicapa striata)
- (H) Rödhake (Erithacus rubecula)
- (H) Näktergal (Luscinia luscinia)
- (H) Blåhake (Luscinia svecica)
- (H) Mindre flugsnappare (Ficedula parva)
- (H) Halsbandsflugsnappare (Ficedula albicollis)
- (H) Svartvit flugsnappare (Ficedula hypoleuca)
- (h) Tajgablåstjärt (Tarsiger cyanurus)
- (H) Svart rödstjärt (Phoenicurus ochruros)
- (H) Rödstjärt (Phoenicurus phoenicurus)
- (H) Buskskvätta (Saxicola rubetra)
- (H) Svarthakad buskskvätta (Saxicola rubicola)
- (H) Stenskvätta (Oenanthe oenanthe)

## Järnsparvar(Prunellidae)
- (H) Järnsparv (Prunella modularis)

## Sparvfinkar(Passeridae)
- (H) Pilfink (Passer montanus)
- (H) Gråsparv (Passer domesticus)

## Ärlor(Motacillidae)
- (H) Forsärla (Motacilla cinerea)
- (H) Gulärla (Motacilla flava)
- (T) Citronärla (Motacilla citreola)
- (H) Sädesärla (Motacilla alba)
- (H) Fältpiplärka (Anthus campestris)
- (T) Större piplärka (Anthus richardi)
- (H) Trädpiplärka (Anthus trivialis)
- (H) Rödstrupig piplärka (Anthus cervinus)
- (H) Ängspiplärka (Anthus pratensis)
- (H) Skärpiplärka (Anthus petrosus)
- (T) Vattenpiplärka (Anthus spinoletta)

## Finkar(Fringillidae)
- (H) Bergfink (Fringilla montifringilla)
- (H) Bofink (Fringilla coelebs)
- (H) Stenknäck (Coccothraustes coccothraustes)
- (H) Rosenfink (Carpodacus erythrinus)
- (H) Tallbit (Pinicola enucleator)
- (H) Domherre (Pyrrhula pyrrhula)
- (H) Grönfink (Chloris chloris)
- (H) Vinterhämpling (Linaria flavirostris)
- (H) Hämpling (Linaria cannabina)
- (H) Gråsiska (Acanthis flammea)
- (H) Bändelkorsnäbb (Loxia leucoptera)
- (H) Större korsnäbb (Loxia pytyopsittacus)
- (H) Mindre korsnäbb (Loxia curvirostra)
- (H) Steglits (Carduelis carduelis)
- (H) Gulhämpling (Serinus serinus)
- (H) Grönsiska (Spinus spinus)

## Sporrsparvar(Calcariidae)
- (H) Snösparv (Plectrophenax nivalis)
- (H) Lappsparv (Calcarius lapponicus)

## Fältsparvar(Emberizidae)
- (H) Sävsparv (Emberiza schoeniclus)
- (H) Dvärgsparv (Emberiza pusilla)
- (H) Videsparv (Emberiza rustica)
- (H) Kornsparv (Emberiza calandra)
- (H) Ortolansparv (Emberiza hortulana)
- (H) Gulsparv (Emberiza citrinella)

## Källa
- Magnus Corell, Michael Averland, Hans Bister & Nicklas Strömberg (2016) Nya Svenska fågellistan, Club 300, läst 2016-09-29